# AFC–OFC-Kihívás kupa
Az AFC–OFC Kihívás kupa (angolul: AFC–OFC Challenge Cup) egy megszűnt, az AFC és az OFC által szervezett labdarúgókupa volt az Ázsia-kupa és az OFC-nemzetek kupája győztesei számára.

## Résztvevők

### 2001
- Japán - A 2000-es Ázsia-kupa győztese
- Ausztrália - A 2000-es OFC-nemzetek kupája győztese

### 2003
- Irán - A 2002-es Ázsiai játékok győztese
- Új-Zéland - A 2002-es OFC-nemzetek kupája győztese

## Eredmények
| 2001. augusztus 15. | Japán                                               | 3–0 | Ausztrália | Shizuoka stadion, Fukuroi, Sizuoka Nézőszám: 46,404 Játékvezető: Zhang Jianjun (kínai) |
| 2001. augusztus 15. | Janagiszava 19' Hattori 53' Nakajama 65' (11-esből) |     |            | Shizuoka stadion, Fukuroi, Sizuoka Nézőszám: 46,404 Játékvezető: Zhang Jianjun (kínai) |

Eredetileg két mérkőzést terveztek lejátszani. Március 28-án Aucklandban és április 4-én Teheránban, de az Iraki háború kitörése miatt ezeket eltörölték.
| 2003. október 12. | Irán                     | 3–0 | Új-Zéland | Azadi stadion, Teherán Nézőszám: 40,000 Játékvezető: Kousa Mohammed (szíriai) |
| 2003. október 12. | Karimi 24' 37' Kaebi 67' |     |           | Azadi stadion, Teherán Nézőszám: 40,000 Játékvezető: Kousa Mohammed (szíriai) |